# (28078) Mauricehilleman
(28078) Mauricehilleman ist ein Asteroid des inneren Hauptgürtels, der am 26. August 1998 im Rahmen des OCA-DLR Asteroid Surveys (O.D.A.S.), einem Projekt des OCA (Observatoire de la Côte d’Azur) und des DLR (Deutsches Zentrum für Luft- und Raumfahrt), am 90-cm-Schmidt-Teleskop des französischen Observatoire de Calern (IAU-Code 910) entdeckt wurde. Sichtungen des Asteroiden hatte es vorher schon am Krim-Observatorium in Nautschnyj gegeben: am 25. Oktober 1982 unter der vorläufigen Bezeichnung 1982 UB11 und am 9. November 1982 (1982 VQ8).
(28078) Mauricehilleman wurde am 2. Juni 2015 nach dem US-amerikanischen Mediziner, Mikrobiologen und Impfstoffexperten Maurice R. Hilleman (1919–2005) benannt, der für die Entwicklung einiger wichtiger Impfstoffe bekannt ist.